# Biroul Națiunilor Unite de la Viena

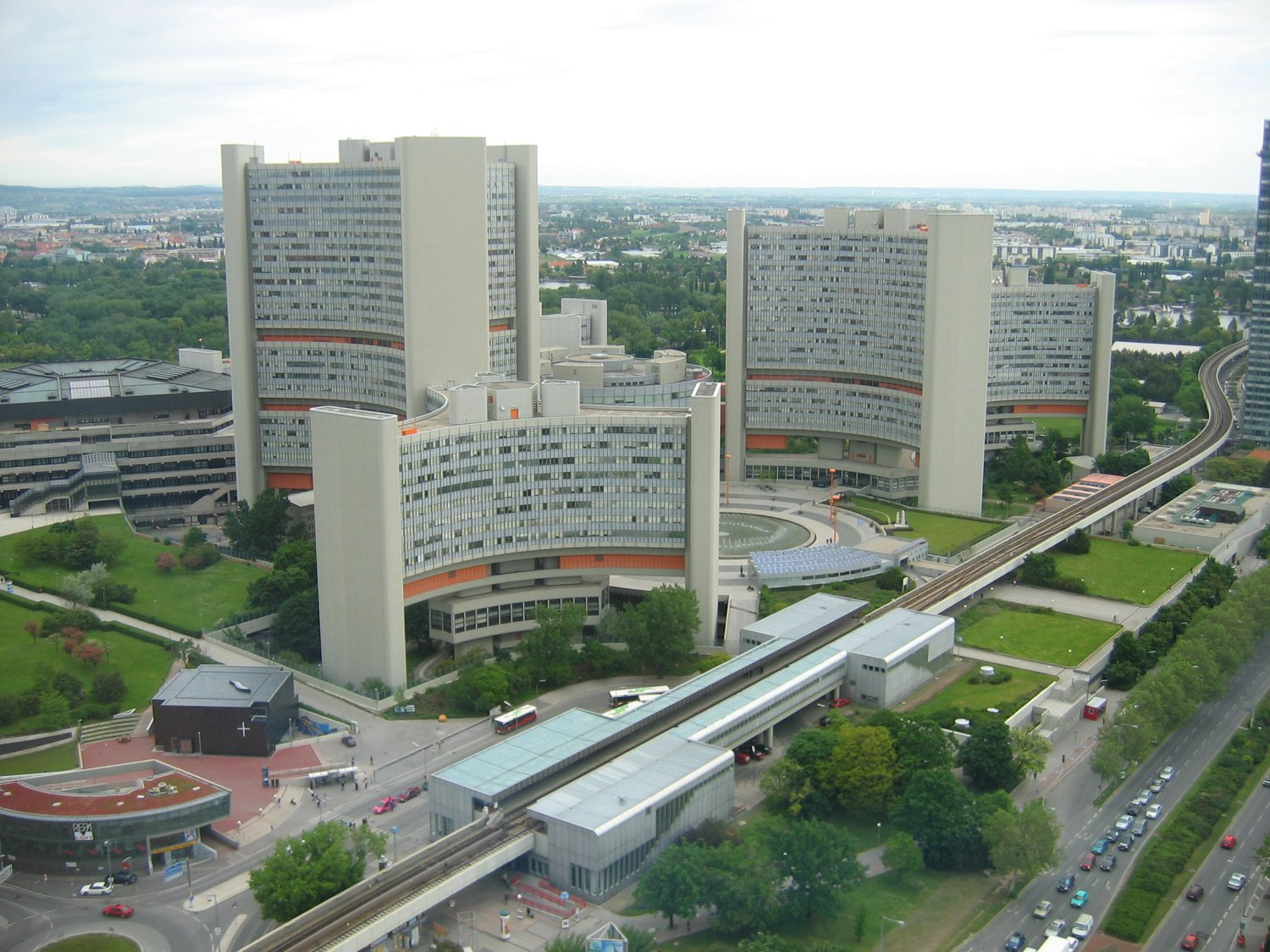
Sediul ONU din Viena, Austria, cunoscut ca Centrul Internațional din Viena.

Biroul Națiunilor Unite de la Viena (BNUV) este unul dintre cele patru mari birouri ale ONU. Complexul de birouri este situat in Viena, capitala Austriei si este parte a Centrului International de la Viena, un grup de mai multe organizații internaționale importante.

## Agenții
Cu sediul la Vinea
- Agenția Internațională pentru Energie Atomică (are un acord special cu privire la statutul său)
- International Money Laundering Information Network
- Controlul Internațional al Stupefiantelor
- Comisia de pregătire a testelor nucleare, Organizația Ban Treaty
- Comisia Națiunilor Unite pentru legiferarea comerțului internațional
- Organizația Națiunilor Unite pentru Dezvoltare Industrială
- Oficiul Națiunilor Unite pentru afacerile spațiului cosmic ( președinte este Dumitru Prunariu )
- Oficiul Națiunilor Unite pentru Droguri și Criminalitate

Prezente la Viena
- Comisia Internațională pentru Protecția Dunării
- Înaltul Comisar ONU pentru Refugiați
- Serviciul de Informații al Națiunilor Unite
- Oficiul Națiunilor Unite pentru Servicii de proiect
- Divizia de Investigații a Organizației Națiunilor Unite
- Biroul de Supraveghere a Serviciilor Interne
- Administrația poștală a Națiunilor Unite
- Organizația Națiunilor Unite, Comitetul științific cu privire la efectele radiațiilor atomice